# John D. McCarthy
 (janvier 2019).
Pour l’article homonyme, voir John McCarthy.
John D. McCarthy est un sociologue américain né en 1940 spécialisé dans le domaine des mobilisations collectives.

## Biographie
Il a développé avec Mayer Zald (en) la théorie de la mobilisation des ressources, qui devient l'une des théories incontournables dans l'étude des mouvements sociaux.
Son article en collaboration avec Mayer Zald, Ressource Mobilization and Social Movements: A Partial Theory, publié dans l'American Journal of Sociology en mai 1977, est décrit par Jeffrey Roger Goodwin (en) comme l'un des articles les plus fréquemment cités dans le champ de la sociologie des mobilisation collective.
McCarthy et Zald définissent un mouvement social comme des « structures de préférences orientées vers le changement social ».